# Collegio elettorale di Yenne
Il collegio elettorale di Jenne è stato un collegio elettorale uninominale del Regno di Sardegna. Fu istituito con il decreto del 20 novembre 1859, uno dei dieci in provincia di Chambéry. Comprendeva i territori dei Mandamenti di Jenne, La Motte-Servolex e Ruffieux.

## Dati elettorali
Nel collegio si svolsero votazioni per la sola VII legislatura. In seguito al Trattato di Torino del 1860 e alla conseguente cessione della Savoia, il collegio cessò di far parte del Regno.

### VII legislatura
Le votazioni si svolsero in 387 collegi uninominali a doppio turno. Come previsto dalla legge elettorale del 20 novembre 1859, era eletto al primo turno il candidato che «riunisce in suo favore più del terzo dei voti del total numero dei membri componenti il collegio e più della metà dei suffragi dati dai votanti presenti all'adunanza» (art. 91). Se nessun candidato era eletto, al ballottaggio tra i due candidati con più voti era eletto chi otteneva il maggior numero di voti (art. 92) o, in caso di ugual numero di voti, il maggiore d'età (art. 93).
| Partito                            | Partito                            | Candidato                          | Primo turno 25 marzo 1860 | Primo turno 25 marzo 1860 | Ballottaggio 29 marzo 1860 | Ballottaggio 29 marzo 1860 |
| Partito                            | Partito                            | Candidato                          | Voti                      | %                         | Voti                       | %                          |
| ---------------------------------- | ---------------------------------- | ---------------------------------- | ------------------------- | ------------------------- | -------------------------- | -------------------------- |
|                                    | —                                  | Louis Girod de Montfalcon          | 155                       | 95,68                     | 109                        | 98,20                      |
|                                    | —                                  | Ernest de Boigne                   | 7                         | 4,32                      | 2                          | 1,80                       |
|                                    |                                    |                                    |                           |                           |                            |                            |
| Iscritti                           | Iscritti                           | Iscritti                           | 427                       | 100,00                    | 427                        | 100,00                     |
| ↳ Votanti (% su iscritti)          | ↳ Votanti (% su iscritti)          | ↳ Votanti (% su iscritti)          | 166                       | 38,88                     | 112                        | 26,23                      |
| ↳ Voti validi (% su votanti)       | ↳ Voti validi (% su votanti)       | ↳ Voti validi (% su votanti)       | 162                       | 97,59                     | 111                        | 99,11                      |
| ↳ Schede non valide (% su votanti) | ↳ Schede non valide (% su votanti) | ↳ Schede non valide (% su votanti) | 4                         | 2,41                      | 1                          | 0,89                       |
| ↳ Astenuti (% su iscritti)         | ↳ Astenuti (% su iscritti)         | ↳ Astenuti (% su iscritti)         | 261                       | 61,12                     | 315                        | 73,77                      |